# 珀金斯縣 (內布拉斯加州)
珀金斯縣（英語：Perkins County）是美國內布拉斯加州南部的一個縣，西鄰科羅拉多州。面積2,290平方公里。根據美國2000年人口普查，共有人口3,200人。縣治格蘭特 （Grant）。
成立於1887年11月。縣名興建貫穿全州鐵路的芝加哥伯靈頓和昆西鐵路主席查爾斯·E·珀金斯 （Charles Elliott Perkins）。